# Майорское (Оренбургская область)
Майо́рское — село в Сакмарском районе Оренбургской области России. Входит в состав Татаро-Каргалинского сельсовета.

## География
Село находится в центральной части Оренбургской области, в степной зоне, на левом берегу реки Каргалка, при автодороге Р239, на расстоянии примерно 6 км (по прямой) к северо-западу от села Сакмара, административного центра района. Абсолютная высота — 129 м над уровнем моря.
Климат
Климат характеризуется как умеренно континентальный с продолжительной морозной зимой и относительно коротким жарким сухим летом. Абсолютный максимум температуры воздуха составляет 43 °C; абсолютный минимум — −45 °C. Среднегодовое количество атмосферных осадков составляет 336 мм. Устойчивый снежный покров формируется в конце ноября и держится в течение 120—140 дней.
Часовой пояс
Село Майорское, как и вся Оренбургская область, находится в часовой зоне МСК+2. Смещение применяемого времени относительно UTC составляет +5:00.

## Население
| 2010 | 2021 |
| ---- | ---- |
| 70   | ↗195 |

Половой состав
По данным Всероссийской переписи населения 2010 года, в половой структуре населения мужчины составляли 50 %, женщины — соответственно также 50 %.
Национальный состав
Согласно результатам переписи 2002 года, в национальной структуре населения русские составляли 78 % из 163 чел.